# Notophthiracarus quadrus
Notophthiracarus quadrus är en kvalsterart som först beskrevs av Wojciech Niedbała 2004.  Notophthiracarus quadrus ingår i släktet Notophthiracarus och familjen Phthiracaridae. Inga underarter finns listade i Catalogue of Life.